# Henrique Lins de Barros
Henrique Gomes de Paiva Lins de Barros (Rio de Janeiro, 30 de maio de 1947) é um físico, biofísico, escritor, divulgador científico, músico, roteirista, pintor e poeta brasileiro.

## Infância
Seus pais foram Henry British (oficial da Marinha) e Eurydice Gomes de Paiva Lins de Barros. Tanto seu pai quanto seus tios foram importantes na criação da CBPF, junto de César Lattes, um dos fundadores e amigo da família Lins de Barros. Cresceu em Copacabana, onde desenvolveu interesse por aviões ao, com seus irmãos, reconhecer o barulho das máquinas, por ter morado num apartamento "no qual a gente quase não podia ver o céu".

## Carreira
Em 1964 Henrique entrou no curso de engenharia da Universidade Federal Fluminense, trocando após meio ano pela graduação em física na PUC-RJ em 1970 e nessa época ele também passou, de brincadeira, a fazer música. Essa instituição lhe agraciou com o diploma de mestre em teoria atômica em 1973, onde também foi professor.
Tornou-se Doutor em Física pelo Centro Brasileiro de Pesquisas Físicas em 1978 e foi diretor do Museu de Astronomia e Ciências Afins de 1992 a 2000, onde em 1989, criou uma mostra sobre as questões científicas do século XX. No CBPF ele entrou na área de biofísica, que numa investigação em conjunto com a UFRJ, resultaram na descoberta de uma bactéria multicelular.
É interessado por física atômica, biofísica, história da ciência e história da técnica, além de se considerar um cientista experimental, em vez de teórico.

### Divulgação científica
Iniciou na área de divulgação científica ainda durante a ditadura militar brasileira nos anos 80, também tendo participado de conferências. Por não conseguir conciliar seu trabalho com a divulgação científica, abriu mão de sua bolsa de produtividade.

### Santos-Dumont
É considerado o maior especialista na vida e obra de Santos Dumont, tendo escrito quatro livros sobre o brasileiro, e sendo considerado referência no Brasil e no exterior. O interesse pelo personagem foi iniciado na década de 1980 após ver uma réplica do Demoiselle de 1909, que lhe fez passar a pesquisar sobre o personagem e avião com o objetivo de fazer um modelo para si, além de disputar a ideia de que os Irmãos Wright inventaram o avião e concorda que essa controvérsia no país é uma falha na divulgação científica brasileira. De acordo com ele, há uma pressão política para falar dos Wright e que houve uma campanha flagrante dos Estados Unidos no final da década de 1930 em favor dos americanos, apesar de "não ter embasamento histórico", devido ao fato dos irmãos não terem "entendido o que é levantar voo", de acordo com o pesquisador.
Com financiamento do CNPJ, em 1985, foi para a França pesquisar sobre Santos Dumont devido a um projeto cinematográfico de Tizuka Yamasaki e graças as informações que reuniu, escreveu seu primeiro livro em 1986, "Santos-Dumont". O filme não foi para frente devido ao orçamento, mas posteriormente escreveu o roteiro e foi compositor do documentário "O homem pode voar" (2003), do diretor Nelson Hoineff.
Em 2005, participou na construção de uma réplica do 14-bis do Alan Calassa. Em 2014, assumiu a chefia do Museu do Meio Ambiente.

## Prêmios
Devido a sua pesquisa sobre Santos Dumont, Henrique Lins de Barros recebeu a Ordem do Mérito Aeronáutico no grau de Grande-Oficial no dia 23 de outubro de 2017. Ele também já havia recebido a Medalha Mérito Santos-Dumont, a Ordem Nacional do Mérito Científico e a Medalha 20 anos da Ciência Hoje.

## Publicações
Lista parcial:
BARROS, Henrique Gomes de Paiva Lins de. Santos Dumont: o homem voa! Rio de Janeiro: Contraponto, 2000.
__________. Santos Dumont e a invenção do vôo. Rio de Janeiro: Jorge Zahar Editor, 2003.
- BARROS, Henrique Lins de (2006). Santos-Dumont e a Invenção do Avião (PDF). Rio de Janeiro: CBPF. 20 páginas. ISBN 85-85752-16-5. Arquivado do original (PDF) em 27 de abril de 2021

__________. Desafio de voar. São Paulo: Metalivros, 2006.
Traduções
- BARROS, Henrique Lins de (2006). Santos-Dumont and the Invention of the Airplane (PDF) (em inglês). Traduzido por Maria Cristina Ramalho Ardoy. Rio de Janeiro: CBPF. 24 páginas. ISBN 85-85752-17-3. Arquivado do original (PDF) em 27 de abril de 2021
- BARROS, Henrique Lins de (2006). Santos-Dumont Y La Invención del Avión (PDF) (em espanhol). Traduzido por Carlos Alberto Ardoy. Rio de Janeiro: CBPF. ISBN 85-85752-18-1. Arquivado do original (PDF) em 27 de abril de 2021

## Ligação externa
- Currículo Lattes.